# Sukmajaya (Sukma Jaya)
Sukmajaya is een bestuurslaag in het regentschap Depok van de provincie West-Java, Indonesië. Sukmajaya telt 28.867 inwoners (volkstelling 2010).